# Khalifa-1 GHY-02
Das Khalifa GHY02 ist ein Artilleriesystem, das im Sudan von der staatlichen Military Industry Corporation entwickelt wurde. Es ist eine Kombination aus der mittleren sowjetischen D-30-Haubitze, montiert auf einem russischen 6×6-KAMAZ-Militärtransporter. Dieses Artilleriesystem wurde erstmals im Jahr 2015 der Öffentlichkeit bei der International Defence Exhibition vorgestellt.

## Einsatzprofil und Aufbau

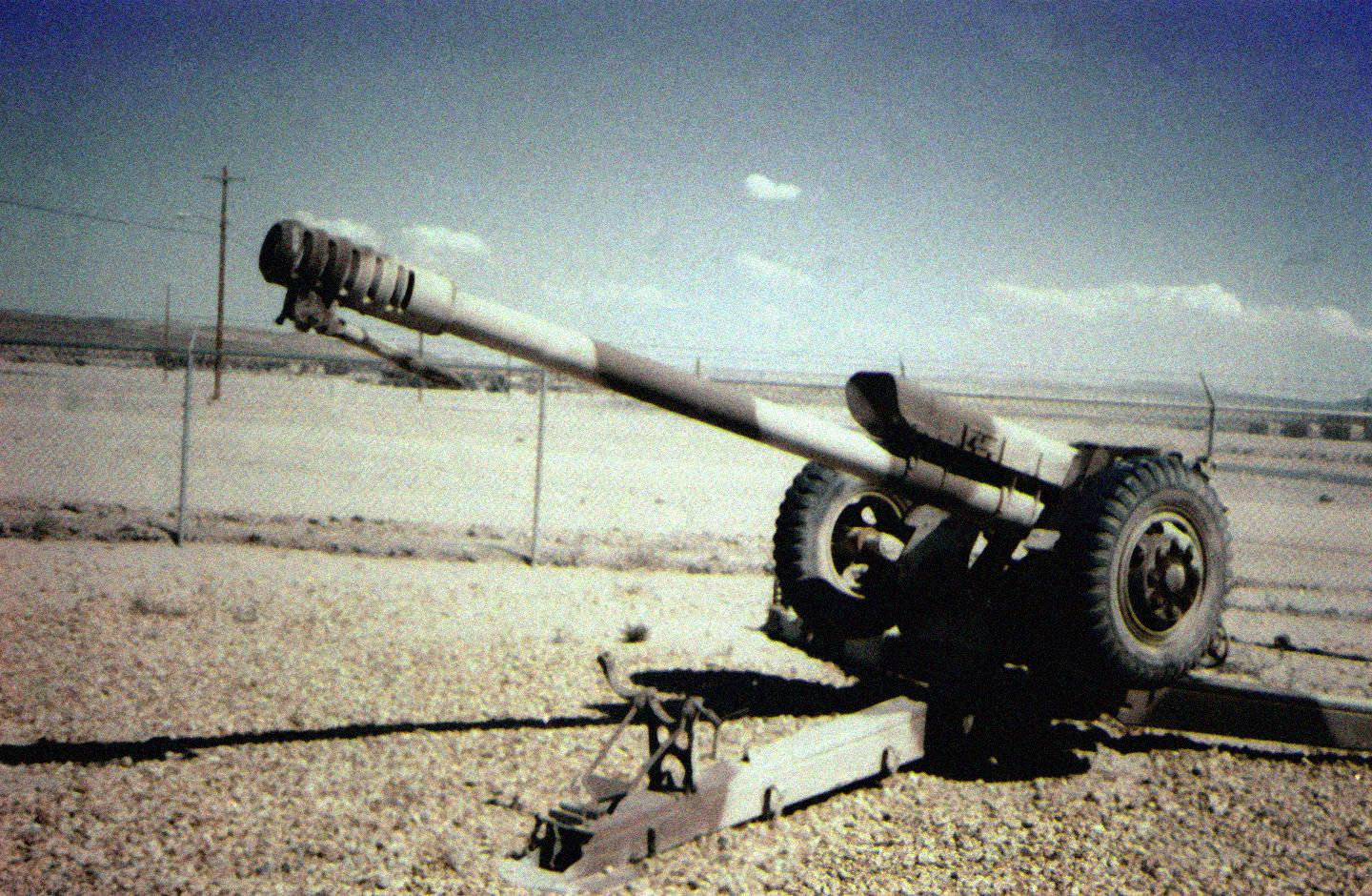
Die verwendete 122-mm-Haubitze D-30

Es ist ein einfaches und mobiles Artilleriesystem, das für ein schnelles Eingreifen und Reagieren im Rahmen der streitkräfte-gemeinsamen taktischen Feuerunterstützung konzipiert wurde. Das Khalifa-System ist mit einer generalüberholten D-30-Haubitze bewaffnet. Diese sowjetische Haubitze wurde in großen Stückzahlen hergestellt und in viele Länder verkauft. Die weltweite Verbreitung der Kanone mitsamt der Munition ist ein Vorteil für angestrebte Exporte.
Auf dem Fahrzeugheck ist eine Drehscheibe mit der 122-mm-Haubitze montiert. Um die Stabilität beim Schießen zu erhöhen, befinden sich am Heck hydraulisch betätigte Stabilisatoren, welche zur Schießbereitschaft abgesenkt werden. Auch die Seitenteile aus Stahl sind hydraulisch aufklappbar. Sie ermöglichen der Besatzung einen schnellen Zugriff auf die auf der Ladefläche verstaute Munition. Die maximale Feuerreichweite beträgt 17 km, auch direktes Richten ist möglich. Die maximale Schussrate beträgt acht Schuss pro Minute. Das Fahrzeug hat 45 Schuss Munition an Bord. Es führt auch Ersatzteile für die Haubitze und Werkzeuge mit. Der Khalifa hat eine kurze Reaktions- und Umsetzungszeit. Er kann seine erste Granate innerhalb von 1,5 Minuten abfeuern. So soll der Khalifa einige Projektile abfeuern und die Schussposition verlassen können, bevor der Feind seine Position ermitteln kann. Das Fahrzeug verfügt über die Karary IGZ01-Feuerleitanlage, welche ebenfalls von MIC produziert wird. Dieses Artilleriesystem hat eine Besatzung von fünf Mann, die alle in einer neu entwickelten gepanzerten Kabine untergebracht sind, die Schutz gegen Kleinwaffenfeuer und Artilleriesplitter bieten soll.

## Fahrzeug
Der Khalifa basiert auf dem russischen 6×6-LKW KamAZ-43118 mit verändertem Fahrgestell und gepanzertem Führerhaus. Dieser LKW wird sowohl für zivile als auch für militärische Betreiber hergestellt. Das Fahrzeug wird von einem Viertakt-V8-Dieselmotor mit 300 PS angetrieben. Das Fahrzeug ist allradgetrieben und für Fahrten in schwierigem Terrain ausgelegt. Aufgrund der geringen Masse und der begrenzten Abmessungen kann die Selbstfahrlafette mit den meisten mittelgroßen Frachtflugzeugen transportiert werden.

## Technische Daten
Datenquelle: offizielle Herstellerseite
- Kaliber: 122 mm
- Gesamtmasse (mit Besatzung, Munition, Kampfset & SPTA-Set): ca. 20.500 kg
- Masse der Rohrwaffe: ca. 18,9 kg
- Feuerrate: bis zu 8 Schuss/min
- Höchstschussweite: 17 km
- Rückstoßlänge: 740 bis 930 mm
- Einsatzzeit (von der Fahrt bis in die Kampfposition): ca. 1,5 Minuten
- Mannschaft: 5 Mann (Geschützführer, Richtschütze, Ladeschützen und Munitionsschützen/Fahrer)
- Höhenrichtbereich:
  - außerhalb der Fahrzeugkabine: −5 bis +70°
  - über der Kabine: +15 bis +70°
- Seitenrichtbereich: 80° (40° links, 40° rechts)

- Abmessungen der Waffe in Marschposition:
  - Länge 9.055 mm
  - Breite 2.665 mm
  - Höhe 3.490 mm
  - Bodenfreiheit 385 mm
- Munitionsvorrat: 45 Schuss